# Зенкань
Зенкань, Зенкані (рум. Zencani) — село у повіті Харгіта в Румунії. Адміністративно підпорядковане місту Топліца.
Село розташоване на відстані 283 км на північ від Бухареста, 72 км на північний захід від М'єркуря-Чука, 132 км на схід від Клуж-Напоки, 142 км на північ від Брашова.

## Населення
За даними перепису населення 2002 року у селі проживали 1027 осіб.
Національний склад населення села:
| Національність | Кількість осіб | Відсоток |
| -------------- | -------------- | -------- |
| румуни         | 757            | 73,7%    |
| угорці         | 244            | 23,8%    |
| цигани         | 23             | 2,2%     |

Рідною мовою назвали:
| Мова      | Кількість осіб | Відсоток |
| --------- | -------------- | -------- |
| румунська | 777            | 75,7%    |
| угорська  | 241            | 23,5%    |
| циганська | 8              | 0,8%     |